# Hamborggårdstenen
Hamborggårdstenen er en vandreblok ved Hamborggårdsvej nord for Bække, der førtes hertil fra Ålandsøerne af de enorme isbræer under istiden for ca. 15.000 år siden. Stenen er dannet dybt nede i jordskorpen for ca. 1 milliard år siden og vejer ca. 50 tons. Stenen er en porfyrisk granit, som består af røde feldspatkrystaller i en mørk masse. Den måler ca. 4,5 x 4,5 m og er ca. 3 meter høj.
Stenen lå oprindeligt nede i jorden 20 meter vest for vejen. I januar 1990 flyttedes den med hjælp fra Forsvarskommandoen til sin nuværende plads ved vejsiden. På hver side af stenen ligger to mindre fragmenter, som er frostsprængninger fra den store sten.